# 요시즈촌 (히로시마현)
요시즈촌(일본어: 吉津村)은 일본 히로시마현 후카야스군에 있던 촌이다. 현재의 후쿠야마시의 일부에 해당한다.

## 역사
- 1889년 4월 1일 - 정촌제 시행에 의해 후카쓰군 요시즈촌이 단독으로 촌제를 시행해 발족하였다.
- 1898년 10월 1일 - 군의 통합에 의해 후카야스군에 소속되었다.
- 1933년 1월 1일 - 후쿠야마시에 편입해 폐지되었다.

## 교통

### 철도
- 철도성
  - 후쿠엔선

## 참고문헌
- 角川日本地名大辞典 34 広島県
- 『市町村名変遷辞典』東京堂出版、1990年。